# Radionomy
Radionomy was een website waarop webradio's beluisterd en aangemaakt konden worden. Gebruikers konden zelf eigen webradiostations aanmaken met een eigen muziekselectie. Radionomy zorgde voor de software en muzieklicenties om deze dienst mogelijk te maken.
De naam Radionomy komt van de begrippen radio en autonomie.

## Geschiedenis
Radionomy werd in september 2007 opgericht door vier Belgische ondernemers. De ondernemers Gilles Bindels, Cédric van Kan en Yves Baudechon richtten naar aanleiding van de ontmoeting met Alexandre Saboudjian van MusicMatic samen met Saboudjian de website Radionomy op.
De Franse mediagroep Vivendi was van 17 december 2015 tot augustus 2017 voor 64,4% eigenaar van Radionomy.

## Radio maken
Om radio te kunnen maken op Radionomy dient er eerst een account worden aangemaakt. Onder dat account kunnen radiostations worden beheerd. Om een nieuwe radio te starten moet het profiel worden opgegeven: naam, muziekstijlen, beschrijving, etc. Vervolgens worden radio's geprogrammeerd met de Radio Manager. Daarmee kan worden aangegeven welke muziek, content en jingles afgespeeld dienen te worden. De radio wordt vervolgens geactiveerd om te beluisteren via de website. De radio wordt afgespeeld vanaf de servers van Radionomy, zodat de gebruiker zijn of haar computer niet aan hoeft te laten staan.